# Alfred Downing Fripp
Alfred Downing Fripp (Blandford Forum, 12 settembre 1865 – 25 febbraio 1930) è stato un chirurgo inglese.

## Biografia
Era figlio di Alfred Downing Fripp, avuto dalla seconda moglie, Eliza Bannister Roe. La prima moglie di suo padre, Anne Dalton Allies, era cugina di John Neale Dalton, padrino di Fripp e tutor dei principi Alberto Vittorio ('Eddy') e Giorgio. Anne morì nel 1850 dopo aver dato alla luce la sorellastra di Fripp, Annie. Fripp aveva un'altra sorella, Jeanie (Edith Jane), e un fratello, Rex (Reginald). Annie sposò Edward Penny, che divenne medico per il Marlborough College. Rex morì all'età di diciotto anni, nel 1895. I loro genitori morirono a causa dell'epidemia bronchiale. Jeanie sposò William Hale-White, figlio di Mark Rutherford. Hale-White e Fripp lavorarono al Guy's Hospital insieme per più di trent'anni.

### Patronato reale
Dopo sei anni passati a studiare medicina, praticare attività sportive e andare a teatro, accettò un lavoro di due settimane a York dove incontrò il principe Eddy che era di stanza lì e doveva essere curato: il principe insistette per essere accompagnato a Deeside dove Fripp divenne, anche se non ufficialmente, medico del principe e degli altri membri della famiglia reale.
Nel 1892, il principe Alberto Vittorio morì e Fripp pensò che i suoi giorni presso la famiglia reale fossero finiti; ma Edoardo, Principe di Galles, lo nominò suo chirurgo personale. Con l'aiuto di George Holford e la sua perseveranza, convinse Edoardo a presiedere il Guy's Hospital Fund, garantendo la sicurezza finanziaria dell'ospedale. Tuttavia, dopo questo, Cooper Perry e Cosmo Bonsor convinsero il consiglio a nominarlo assistente chirurgo. Per i successivi trent'anni, ebbe frequenti visite da parte di aristocratici, plutocrati ed altre famose personalità dell'ambiente, la maggior dei quali loro erano pazienti e amici.

### Matrimonio
L'8 giugno 1898 sposò Margaret Scott Haywood (1880-1965), figlia di Thomas Haywood. La coppia ebbe cinque figli:
- Alfred Thomas Fripp (1899-1995);
- Betty Agnes Fripp (1904-1975);
- Margaret Cicely Fripp (1908-1972);
- Venetia Sybil Fripp (1911-1993);
- Reginald Charles Fripp (1915-1982).

Durante la luna di miele, Fripp dovette ritornare a Londra per visitare d'urgenza il principe del Galles fattosi male a un ginocchio per una caduta a Waddesdon Manor, che chiese a Fripp di accompagnarlo a Cowes Regatta.
Fripp e sua moglie vissero in un cottage vicino Osborne House, dove fecero amicizia con Guglielmo Marconi che stava dimostrando la sua nuova macchina del telegrafo alla regina Vittoria. Insieme con il principe di Galles, Fripp è stato uno dei primi a inviare un messaggio ufficiale usando l'invenzione di Marconi.

### Guerra boera
Quando, verso la fine del 1899, era ovvio che la guerra anglo-boera non aveva intenzione di finire, gli yeomanry delle contee furono invitati ad arruolarsi al fine di aumentare l'esercito regolare. Lady Georgiana Spencer-Churchill decise di raccogliere fondi per istituire gli Imperial Yeomanry Hospitals, dei quali il primo e più grande fu a Deelfontein.
Grazie alle sue conoscenze, Fripp fu scelto per organizzare un ospedale militare per i 500 pazienti Yeomanry. Con generosi finanziamenti e grazie all'acquiescenza del comandante militare, Fripp trasformò il concetto di gestione di un ospedale da campo: assunse più infermieri e assistenti (tra cui sua moglie che, lasciando il figlio con la madre, viaggiò con lui, e, in seguito, è stata ricompensata con una medaglia della Royal Red Cross per aver consegnato agli uomini sigarette e altri generi di conforto), e assunse il dottor Washbourn, esperto dentale, Newland-Pedley, e Hall-Edwards, specialista di raggi X.
Il successo di questo ospedale rese a tal punto evidente il totale divario con lo stato in cui versavano gli ospedali del Royal Army Medical Corps (RAMC), nei quali gli uomini morivano nello squallore, che quando Burdett-Coutts riportò i fatti sul The Times, ci fu un'indignazione pubblica.

### 1914-1918
All'inizio della prima guerra mondiale, Fripp è stato impiegato dal Ministero della Guerra per servire i feriti della Marina a Rosyth. Dopo un anno, il governo decise che impiegare esperti civili era una spesa inutile, così Fripp tornò al lavoro come volontario a Londra, dove Holford aveva trasformato Dorchester House, a Park Lane, in un ospedale per gli ufficiali. Pochi mesi prima della fine della guerra, Fripp fu coinvolto nella scandalo di Noel Pemberton Billing. Billing pubblicò un articolo dicendo che la danza di Maud Allan come Salomè faceva parte di un complotto per consentire alla Germania di ricattare tutti coloro i quali, membri dell'istituzione della società (47.000, secondo Billing), avevano della danza, a sfondo lesbico. Maud Allan intentò una causa per diffamazione nel maggio 1918, e ne scaturì un bizzarro caso giudiziario durante il quale - tra l'altro - Billing implicava che Margot Asquith era un pericolo per la sicurezza dello Stato in quanto aveva alle sue dipendenze una governante tedesca ed apprezzava particolarmente gli spettacoli di Maud Allan. Fripp, per motivi patriottici o personali, accettò di testimoniare, ma il giudice rifiutò di permettere a Fripp di rispondere a tutte le domande rivoltegli. Alla fine, Billing vinse la causa.

### Morte
Morì il 25 febbraio 1930 per nefrite. Fu sepolto nel cimitero di Lulworth.